# Таран Ігор Петрович
І́гор Петро́вич Тара́н (23 травня 1971) — радянський та український футболіст захисного плану, відомий перш за все завдяки виступам у київському «Динамо-2», узбецькому «Дустліку» та студентській збірній України.

## Життєпис
У 18-річному віці почав залучатися до матчів «дубля» київського «Динамо». 7 травня провів єдину гру за основний склад, у розіграші Кубка Федерації проти харківського «Металіста». З 1992 по 1994 рік був один з основних гравців «Динамо-2», однак за першу команду жодного матчу так і не зіграв, задовольнившись трьома потрапляннями до заявки. У 1994 році на орендних засадах захищав кольори чернівецької «Буковини». У вищій лізі дебютував 21 травня 1994 року в поєдинку з запорізьким «Металургом». Згодом перейшов до лав СК «Миколаїв».
У 1995 році у складі студентської збірної України брав участь у Літній Універсіаді 1995 в Фукуоці, де наша команда посіла 4 місце. Після нетривалого перебування у київському ЦСКА, уклав угоду з аматорським клубом «Факел» з Варви, що того ж сезону переміг у 4-й зоні аматорського чемпіонату та здобув професійний статус.
У 1998 році Ігор Таран вирушив до Узбекистану, де продовжив виступи у складі місцевого «Дустліка». Цей клуб став останнім у професійній кар'єрі футболіста. Після повернення до України Таран на аматорському рівні захищав кольори київського «Дніпра», а згодом і зовсім завершив виступи на футбольному полі.

## Досягнення
- Брав участь у «золотому» сезоні ЦСКА в другій лізі (1995/96), однак провів на полі всього 5 матчів, чого недостатньо для отримання медалей.